# Ишимбайский специализированный химический завод катализаторов
ООО «Ишимбайский специализированный химический завод катализаторов» (ИСХЗК) — крупнейшее в России предприятие по производству синтетических цеолитов и адсорбентов, который был создан и основан  учёным по катализаторам, доктором химических наук, профессором Нажипом Хатмулловичем Валитовым.
Адрес: 453203, Республика Башкортостан, город Ишимбай, улица Левый Берег, 6

## История
4 января 1975 года был издан приказ Миннефтехимпрома СССР о строительстве на территории Ишимбайского нефтеперерабатывающего завода комплекса по производству катализаторов.
31 декабря 1985 года на Ишимбайском специализированном химическом заводе катализаторов была введена в строй действующих первая очередь по производству цеолитов.
В 1990 году ИСХЗК стал одним из крупнейших в СНГ производителей цеолитов общего назначения марок NaX, NaA, CaA, а также цеолитов для производства синтетических моющих средств.
В ходе реорганизации Ишимбайского НПЗ вся его площадь отошла ИСХЗК.
1990 — начало 2000 годов характеризуются неустойчивым положением на рынке. В 2005 году завод признан банкротом, около 130 гектаров площади отошло новому предприятию — ООО «Агидель-нефтепродуктсервис», которое снова планирует возвратить нефтепереработку в городе Ишимбае. Завод приобрело ООО «Компания „Новые технологии“», ныне KNT GROUP, в состав которого также входит ООО «Стерлитамакский завод катализаторов».
В январе 2009 года бывший глава Башкирии М. Г. Рахимов посетил Ишимбайский специализированный химический завод катализаторов, где были обсуждены вопросы модернизации производства.

## Деятельность
В настоящее время ИСХЗК — инновационное предприятие, модернизированное на основе комплектной линии, поставленной компанией Haldor Topsoe (Дания) и JGC (Япония), которое выпускает лучшие цеолиты, сорбенты, катализаторы.
На заводе имеется оснащённая лаборатория, в составе которой: электронный сканирующий микроскоп «Joel», позволяющий изучать структуру и поверхность катализатора и адсорбента на молекулярном уровне; ренгенофлюоресцентный и атомно-адсорбционный спектрофотометры для определения химического состава катализаторов и адсорбентов; ртутный порозиметр для измерения размеров мезо- и макропор; анализатор удельной поверхности; анализатор физической адсорбции методом многоточечной Б. Е.Т., определяющий распределение микро- и мезопор по радиусам; рентгеновские дифрактометры «Siemens», «Rigaku» для рентгенофазного анализа; приборы для определения прочностных характеристик и стойкости к истиранию гранулированных и микросферических катализаторов; пилотные и лабораторные установки для определения каталитических свойств, позволяющие проводить испытания в режимах, максимально приближенных к промышленным; пилотные адсорбционные установки, позволяющие смоделировать различные составы газов и проверить адсорбционные свойства различных видов адсорбентов под давлением.
Технологические и производственные возможности завода, оснащённого современным японским и датским технологическим и лабораторным оборудованием, позволяют выпускать широкий спектр катализаторов для гидрогенизационных процессов получения высокоэкологичных топлив, отвечающих евростандартам.

## Продукция
- цеолит КА- У (молекулярное сито 3А)
- цеолит NaA- У (молекулярное сито 4А)
- цеолит СаА- У (молекулярное сито 5А)
- цеолит NaX (молекулярное сито 13Х)
- цеолит NaX- К (кислород) (молекулярное сито 13Х)
- адсорбент А- 4М для очистки ароматических углеводородов
- активная Окись Алюминия — осушитель газа
- ультрастабильный цеолит Н- У — компонент катализатора для FCC и гидрокрекинга
- экструдат оксида алюминия — носитель для катализаторов
- псевдобемит, порошок — компонент катализаторов.
- микросферические катализаторы каталитического крекинга
- катализаторы оксихлорирования этилена различных температурных режимов

## Санкции
20 июля 2023 года, на фоне вторжения России на Украину, предприятие включено в блокирующий санкционный список США против предприятий поддерживающих войну России против Украины.